# Andrzej Bieńkowski (satyryk)
Andrzej Wiesław Bieńkowski, ps. Andrzej Rumian (ur. 15 czerwca 1925 w Warszawie, zm. 28 kwietnia 2017 tamże) – polski satyryk, poeta i dziennikarz, uczestnik powstania warszawskiego.

## Życiorys
W powstaniu walczył jako kapral w kompanii „Aniela” baonu „Gustaw”, używał pseudonimów „Andrzej” oraz „Wit”. 5 września 1944 r. został ranny na ul. Traugutta. Przebywał w szpitalu przy ul. Koszykowej 45. Od 15 września 1944 r. w batalionie „Ruczaj”. Odznaczony Krzyżem Walecznych. Po powstaniu przebywał w niewoli niemieckiej w Stalagu VI J.S.A. w Dorsten (numer jeniecki 140329).

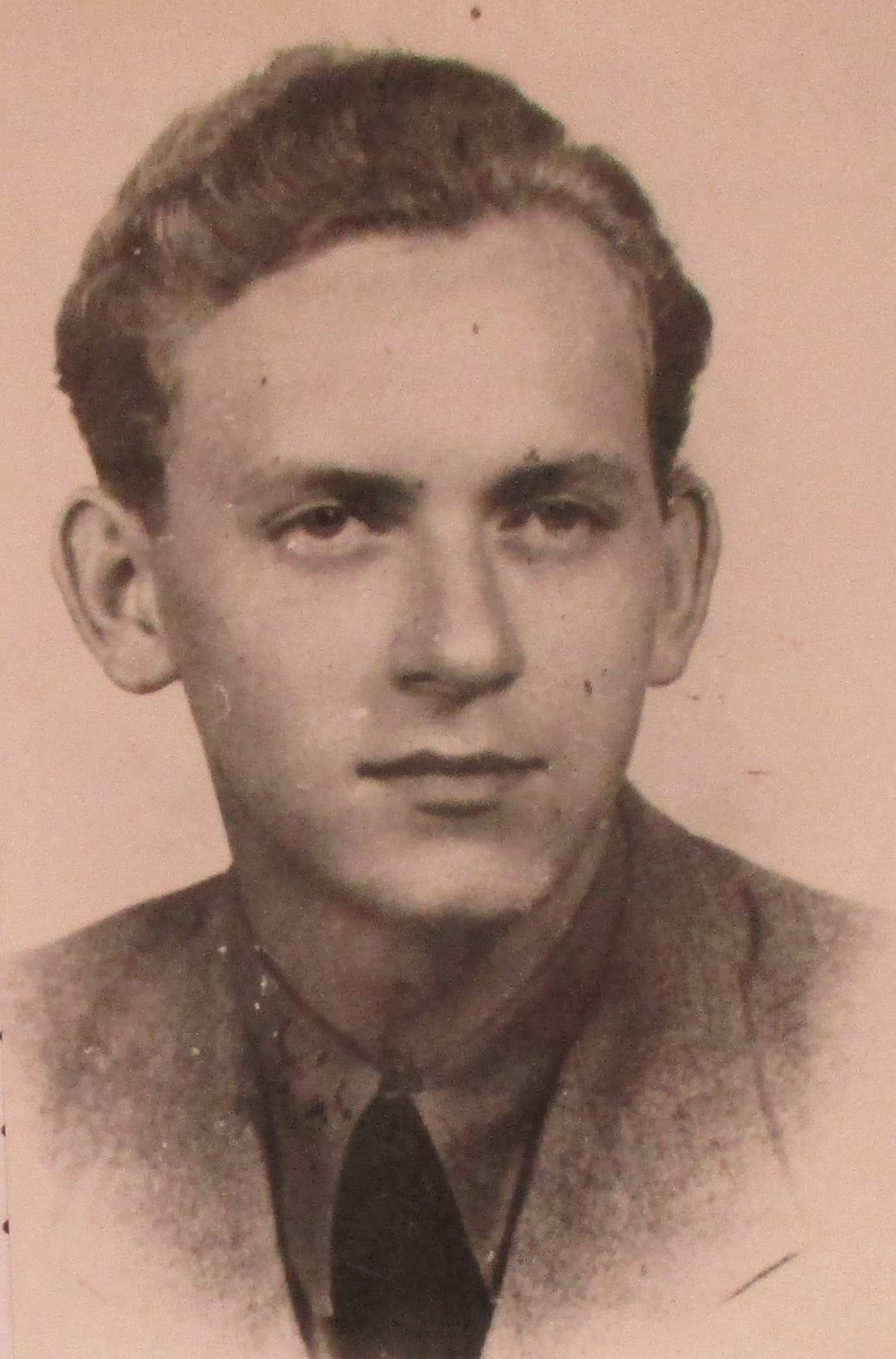
Andrzej Rumian (1941)

Po wojnie mieszkał w Szkocji, gdzie przez rok uczęszczał w Dundee na Wydział Ekonomiczny college'u Uniwersytetu St. Andrews. Po powrocie do Polski studiował socjologię na Uniwersytecie Warszawskim. W 1947 roku podjął pracę w Wydawnictwie „Czytelnik”. Jest autorem przekładów literackich (m.in. utworów scenicznych) z języka angielskiego, które publikował w miesięcznikach i antologiach.
Współzałożyciel powojennego Podwieczorku przy mikrofonie i popularny autor oraz wykonawca tej audycji. Był również członkiem zespołu cyklicznej radiowej audycji satyryczno-rozrywkowej Tu dziewiątka. Współpracował z tygodnikami Szpilki i Stolica oraz z kabaretem Dudek. Był członkiem Koła Dziennikarzy Samodzielnych Stowarzyszenia Dziennikarzy Polskich.
Wydał w serii satyrycznych książek Biblioteka Stańczyka tomik Nić porozumienia zawierający „wiadomości z kraju i ze świata” wygłaszane wcześniej ze sceny Podwieczorków. Od 1953 roku był członkiem Sekcji D – Autorów Utworów Literackich Małych Form Stowarzyszenia Autorów ZAiKS. Był stałym gościem warszawskiego Klubu Aktora SPATiF.
Pochowany na Cmentarzu Wojskowym na Powązkach w Warszawie (Kwatera: A 18; rząd: 6, grób: 4).